# Bake Off Italia - Dolci sotto un tetto
Bake Off Italia - Dolci sotto un tetto è stato un talent show televisivo italiano, spin-off di Bake Off Italia - Dolci in forno.

## Il programma
Il programma è condotto da Flavio Montrucchio e si svolge a Villa Borromeo d'Adda d'Arcore. I concorrenti sono 6 coppie che preparano dolci insieme. In ogni puntata una coppia sarà eliminata e la migliore riceverà un bonus per la puntata successiva.

## Edizioni
| Edizione | Periodo         | Periodo         | Conduzione         | Conduzione         | Giudici    | Giudici          | Giudici         | Puntate | Coppie | Vincitori           | Vincitori       | Telespettatori | Share | Location                      |
| Edizione | Inizio          | Fine            | Conduzione         | Conduzione         | Giudici    | Giudici          | Giudici         | Puntate | Coppie | Vincitori           | Vincitori       | Telespettatori | Share | Location                      |
| -------- | --------------- | --------------- | ------------------ | ------------------ | ---------- | ---------------- | --------------- | ------- | ------ | ------------------- | --------------- | -------------- | ----- | ----------------------------- |
| 1ª       | 1º gennaio 2021 | 22 gennaio 2021 | Flavio Montrucchio | Flavio Montrucchio | Ernst Knam | Clelia d'Onofrio | Damiano Carrara | 4       | 6      | Francesco Lucarelli | Lino Rutigliano | 528.000        | 2,08% | Villa Borromeo d'Adda, Arcore |
| 1ª       | 1º gennaio 2021 | 22 gennaio 2021 | Flavio Montrucchio | Flavio Montrucchio | Ernst Knam | Clelia d'Onofrio | Damiano Carrara | 4       | 6      | I Conviventi        |                 | 528.000        | 2,08% | Villa Borromeo d'Adda, Arcore |
| 2ª       | 7 gennaio 2022  | 28 gennaio 2022 | Flavio Montrucchio | Flavio Montrucchio | Ernst Knam | Clelia d'Onofrio | Damiano Carrara | 4       | 6      | Giovanna Strino     | Ciro Ascione    | N.D.           | N.D.  | Villa Borromeo d'Adda, Arcore |
| 2ª       | 7 gennaio 2022  | 28 gennaio 2022 | Flavio Montrucchio | Flavio Montrucchio | Ernst Knam | Clelia d'Onofrio | Damiano Carrara | 4       | 6      | Gli eterni sposini  |                 | N.D.           | N.D.  | Villa Borromeo d'Adda, Arcore |

### Prima edizione
La prima edizione, condotta da Flavio Montrucchio è andata in onda dal 1º gennaio al 22 gennaio 2021 per una durata complessiva di 4 puntate presso Villa Borromeo d'Adda ad Arcore. L'edizione è stata vinta da "I conviventi" composto da Francesco e Lino

### Seconda edizione
La seconda edizione, condotta da Flavio Montrucchio è andata in onda dal 7 gennaio 2022 per una durata complessiva di 5 puntate presso Villa Borromeo d'Adda ad Arcore.
L'edizione è stata vinta da "Gli eterni sposini" composta da Giovanna e Ciro